# رانه‌یخ

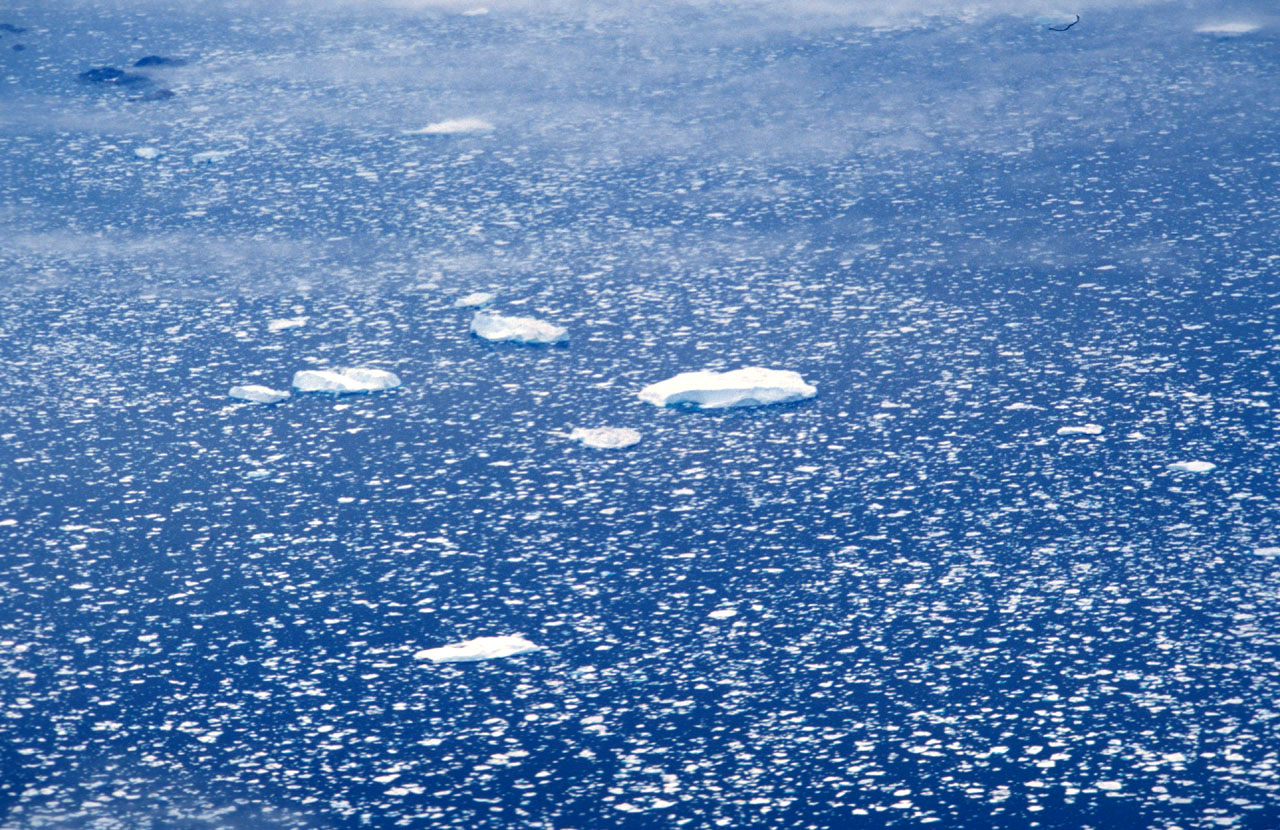
رانه‌یخ در گرینلند

رانه‌یخ (انگلیسی: Drift ice) به دریایخی گفته می‌شود که به خط ساحلی یا چیز ثابت دیگری مانند تپه‌های زیرآبی یا یخ‌کوه‌های زمینی متصل نیست. بر خلاف یخ بسته (fast ice) که به یک چیز ثابت متصل است، رانه‌یخ بر اثر عواملی مانند باد و جریان اقیانوسی حرکت می‌کند و از این رو به نام رانه‌یخ نامیده شده است. هنگامی که رانه‌یخ‌ها به یکدیگر متصل شده و یک توده بزرگ را تشکیل دهند، یخ‌تود (pack ice) نامیده می‌شود. باد و جریان‌های اقیانوسی می‌توانند با انباشتن این یخ‌ها، پشته‌هایی به ارتفاع چندین متر راب به جود بیاورند که چالشی برای کشتی‌های یخ‌شکن و تأسیسات فراساحلی فعال در دریاها و اقیانوس‌های سرد به شمار می‌روند.
رانه‌یخ‌ها بر امنیت ناوبری دریایی، اقلیم کره زمین و وضعیت زمین‌شناختی و زیست‌شناختی آن تأثیر دارند.
دو یخ‌تود عمده زمین عبارتند از توده یخ شمالگان و توده یخ جنوبگان. مهم‌ترین پهنه‌های یخ‌تودها، توده‌های یخ قطبی است که در مناطق قطبی زمین از آب دریا تشکیل شده‌اند: توده یخ شمالگان در اقیانوس شمالگان و توده یخ جنوبگان در اقیانوس جنوبگان. اندازه یخ‌تودهای قطبی در طول سال بر اثر تغییرات فصلی دما تغییر می‌کند. یه دلیل حجم زیاد آب ورودی و خروجی از یخ‌تودها به اقیانوس و اتمسفر، رفتار یخ‌تودها اثر مهمی در تغییرات اقلیمی کره زمین دارد.